# Edna (Kansas)
Pour les articles homonymes, voir Edna.
Edna est une ville américaine située dans le comté de Labette, au Kansas. Selon le recensement de 2020, sa population est de 442 habitants.